# Premio Magritte del pubblico
Il Premio Magritte del pubblico (Prix du public) è stato un premio cinematografico assegnato annualmente dall'Académie André Delvaux dal 2011 al 2012.

## Anni 2010-2019
- 2011: Benoît Poelvoorde
- 2012: Virginie Efira